# Kraków Mydlniki

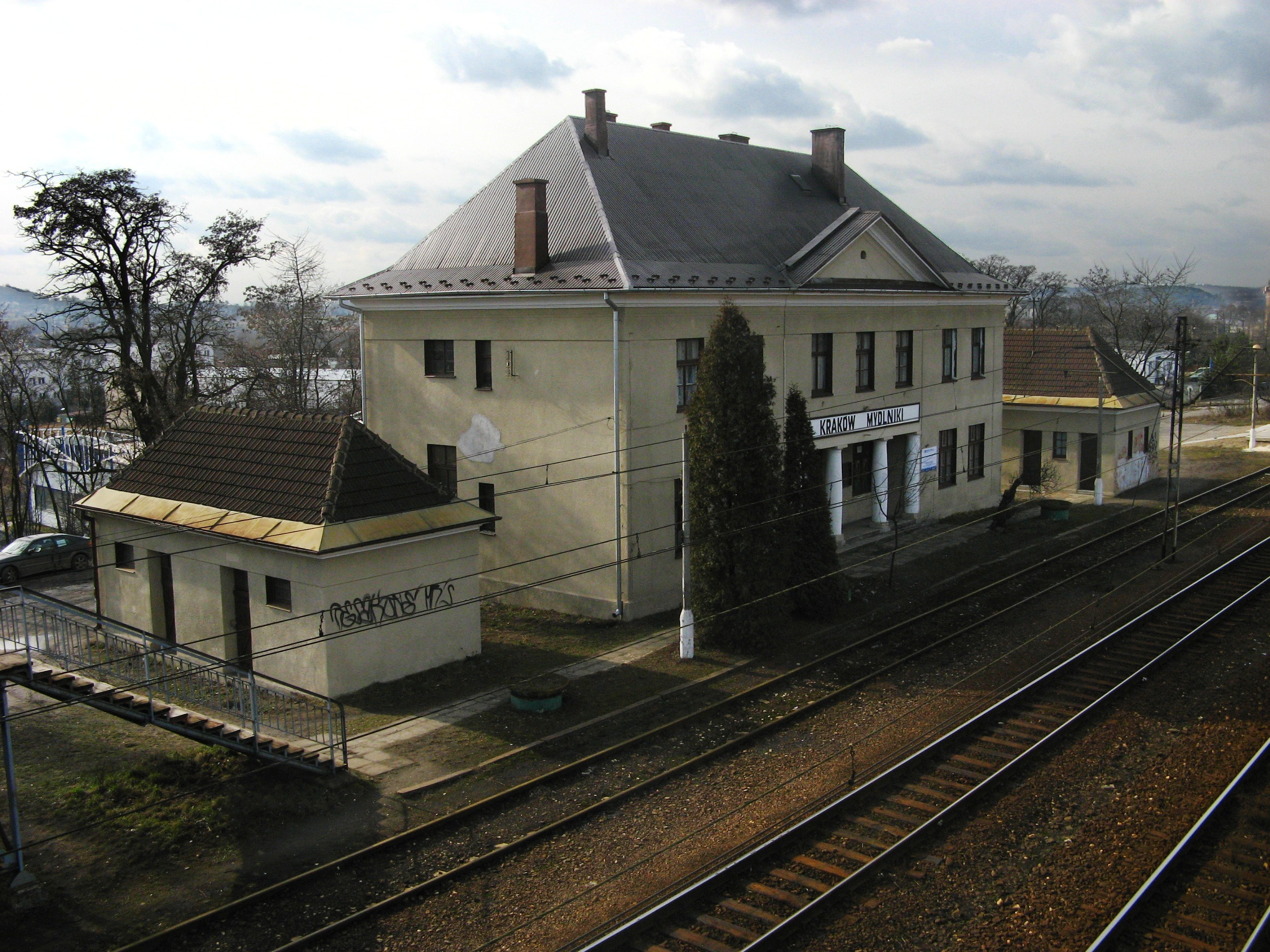
Dworzec (2008)

Kraków Mydlniki – stacja kolejowa w Krakowie, w dzielnicy VI Bronowice, w Mydlnikach. Stacja mieści się na terenie Tenczyńskiego Parku Krajobrazowego. Obsługuje lokalny ruch w kierunku Trzebini oraz Krakowa Głównego.

## Ruch pasażerski
| Rok  | Wymiana pasażerska na dobę |
| ---- | -------------------------- |
| 2017 | 20–49                      |
| 2022 | 50–99                      |

## Zdarzenia
- 8 listopada 2007 na stacji doszło do wypadku kolejowego. Skład towarowy prowadzony przez dwie lokomotywy serii SM42, złożony z cystern z paliwem, wykoleił się na torze nr 11 wyjeżdżając w stronę bazy Orlen. Z cysterny, która przewróciła się na nasyp, wyciekło paliwo, które zostało zabezpieczone przez Straż Pożarną z Krakowa.
- 22 marca 2008 odbyła się tu zorganizowana akcja policji skierowana przeciwko kibicom klubu GKS Katowice wracającym z II-ligowego spotkania ze Stalą Stalowa Wola, będąca odpowiedzią na zajścia do jakich doszło wcześniej na dworcu w Tarnowie. Zostało zatrzymanych 39 osób[3]. Według świadków interwencja policji w Mydlnikach była bardzo brutalna, dochodziło do pobić, znieważania i dręczenia kibiców, zmuszania ich do kilkugodzinnego leżenia na betonie bądź w przedziałach wagonów, do których uprzednio wpuszczono gaz łzawiący; miały miejsce także kradzieże, w tym kradzież 4 tys. zł pracownikowi klubu GKS Katowice[4][5]. Akcja Policji była na tyle brutalna, że na jej skutek ucierpiał także podróżujący pociągiem pracownik PKP[3]. Wersję kibiców potwierdzają wyniki obdukcji, jakim poddali się niektórzy fani, jak również nagrania z telefonów komórkowych, z których kilka zostało wyemitowanych później w mediach. W styczniu 2010 roku krakowska prokuratura umorzyła jednak postępowanie przeciwko policjantom biorącym udział w akcji ze względu na brak materiału dowodowego potwierdzającego wersję kibiców.